# دبی میزار
دبورا «دبی» میزار (به انگلیسی: Deborah "Debi" Mazar) (زاده ۱۳ اوت ۱۹۶۴) هنرپیشه آمریکایی است.

## فیلم‌شناسی

### سینمایی
- رفقای خوب (۱۹۹۰)
- کوچک‌مردی به نام تیت (۱۹۹۱)
- درها (۱۹۹۱)
- تب جنگل (۱۹۹۱)
- اسباب بازی‌ها (۱۹۹۲)
- در سوپ (۱۹۹۲)
- مجردها (۱۹۹۲)
- مالکوم ایکس (۱۹۹۲)
- درون مانکی زترلند (۱۹۹۲)
- پول برای هیچ (۱۹۹۳)
- گلوله‌ها بر فراز برادوی (۱۹۹۴)
- بتمن برای همیشه (۱۹۹۵)
- سوابق امپراتور (۱۹۹۵)
- دختر ۶ (۱۹۹۶)
- مشکل در گوشه (۱۹۹۷)
- او خیلی دوست داشتنیه (۱۹۹۷)
- نفوذی (۱۹۹۹)
- تاکسیدو (۲۰۰۲)
- وثیقه (۲۰۰۴)
- ادموند (۲۰۰۵)
- آرام باش (۲۰۰۵)
- بهانه (۲۰۰۶)
- شنل قرمزی (۲۰۰۶)
- زنان (۲۰۰۸)
- لاولیس (۲۰۱۳)
- اونجوری بامزه است (۲۰۱۴)
- دارودسته (۲۰۱۵)
- چرخ شگفت‌انگیز (۲۰۱۷)
- تنها پسر زنده در نیویورک (۲۰۱۷)

### تلویزیونی
- دوستان (۲۰۰۲)
- اتومبیل‌دزدی بزرگ: سن آندریاس (۲۰۰۴)
- سی‌اس‌آی: میامی (۲۰۰۴ / ۱ اپیزود)
- انتورایج (۲۰۰۴–۲۰۱۱ / ۵۰ اپیزود)
- زندگی با فرن (۲۰۰۵–۲۰۰۶ / ۴ اپیزود)
- بتی زشته (۲۰۰۶ / ۲ اپیزود)
- نظم و قانون: واحد قربانیان ویژه (۲۰۰۸ / ۱ اپیزود)
- دارودسته (۲۰۱۰)
- جوان‌تر (۲۰۱۵)

### بازی ویدئویی
- اتومبیل‌دزدی بزرگ ۳ (۲۰۰۱)
- اتومبیل‌دزدی بزرگ: سن آندریاس (۲۰۰۴)